# Pieśniarz
Pieśniarz, pieśniarka – wykonawca, wykonawczyni pieśni, piosenek. Również autor, autorka melodii i słów pieśni lub śpiewanych utworów lirycznych. Również poeta, poetka tworzący pieśni (utwory poezji lirycznej).